# Hans Birke
Hans Birke (* 21. August 1922) ist ein ehemaliger deutscher Fußballspieler, der zwischen 1950 und 1951 für Turbine Erfurt in der DDR-Oberliga aktiv war.

## Sportliche Laufbahn
Zur Saison 1950/51 der DDR-Oberliga erschien der 28-jährige Mittelfeldspieler Hans Birke zum ersten Mal im Aufgebot der Betriebssportgemeinschaft (BSG) Turbine Erfurt. Er wurde schon am ersten Oberligaspieltag eingesetzt und spielte zunächst ohne Unterbrechung bis zur zehnten Oberligarunde. Danach kam er, von längeren Pausen unterbrochen, nur noch in vier weiteren Punktspielen zum Einsatz. Sein einziges Oberligator erzielte er, nachdem er zuvor fünf Spieltage lang ausgesetzt hatte, bei der Begegnung des 22. Spieltages Fortschritt Meerane – Turbine Erfurt (1:2), als er für das Erfurter Siegtor sorgte. Nachdem Löffler zum Saisonende wieder einsatzfähig geworden war, konnte er auch im Entscheidungsspiel um die DDR-Meisterschaft 1951 eingesetzt werden. Dieses Spiel war notwendig geworden, nachdem Erfurt und die BSG Chemie Leipzig die Saison punktgleich an der Tabellenspitze abgeschlossen hatten. Turbine Erfurt verlor das Spiel mit Birke als Mittelläufer mit 0:2.
Auch für die Spielzeit 1951/52 stand Hans Birke erneut im Oberliga-Aufgebot der Erfurter. Er kam aber nur am fünften und sechsten Spieltag zum Einsatz, als mit Werner Brock und Helmut Lipper zwei Stammspieler ausfielen. Anschließend wurde er nicht mehr aufgeboten und beendete am Saisonende seine Laufbahn als Oberligaspieler.
Danach betätigte sich Birke als Spielertrainer. Seine erste Station war die BSG Einheit Erfurt-Mitte, die er 1954 zum Aufstieg in die drittklassige Bezirksliga führte. Später war er Spielertrainer der Armeesportgemeinschaft Vorwärts Erfurt in der fünftklassigen Bezirksklasse.